# Поциемс
По́циемс (латыш. Pociems) — населённый пункт в Лимбажском крае Латвии. Административный центр Катварской волости. Расстояние до города Лимбажи составляет около 15 км.
По данным на 2017 год, в населённом пункте проживало 248 человек. Есть волостная администрация, дом культуры, библиотека, практика семейного врача, почта, магазин, православная церковь Успения Пресвятой Богородицы.

## История
До 1949 года село являлось административным центром Поциемской волости Вольмарского уезда.
В советское время населённый пункт был центром Катварского сельсовета Лимбажского района. В селе располагалась центральная усадьба совхоза «Катвари».
К северу от села ранее располагалась платформа Поциемс на железнодорожной линии на линии Скулте — Пярну. В 2007 году линия была демонтирована.